# Ліонель Роєр
Ліонель Роєр (фр. Lionel-Noël Royer, 25 грудня 1852 — 30 червня 1926) — французький художник. Був найвідомішим завдяки написанню великих сцен із життя Жанни д'Арк у Базиліці Буа-Шеню в Домремі.
Ліонель Роєр, французький художник, народився 25 грудня 1852 року в Шато-дю-Луар. У віці 17 років він добровольцем пішов на Франко-прусську війну, де взяв участь у битві під Луаньї-Пупрі 2 грудня 1870 року. Генерал Шаретт, помітивши його художній талант, профінансував навчання Роєра в паризькій Школі витончених мистецтв. Роєр став учнем Александра Кабанеля та Вільяма-Адольфа Бугро, а у 1882 році здобув Римську премію.
Він став відомим як портретист та, особливо, як живописець історичних сцен. Серед його найвідоміших робіт — «Верцингеторікс кидає зброю до ніг Цезаря» (1899) та розписи Базиліки в Домремі, присвячені Жанні д'Арк. Також він працював коментатором поточних подій для ілюстрованих додатків газет, створюючи малюнки Альфреда Дрейфуса у в'язниці чи Огюста Конта з його музами. На згадку про свою участь у битві під Луаньї, Роєр подарував дві картини відновленій церкві цього села, а у 1897 році передав десять акварелей із циклу «Життя Жанни д'Арк» Історичному та археологічному товариству Мену. Ці акварелі, що зображують сцени битв та алегоричні моменти, пізніше були використані при створенні вітражів у базиліці Домремі, де обличчя Жана Потона де Ксентрайля має риси архітектора Поля Седіля.
оєр помер 30 червня 1926 року в Неї-сюр-Сен, залишивши двох дочок та сина, який загинув у Першій світовій війні.